# SDSS J084905.51+111447.2
SDSS J084905.51+111447.2 est un lointain trio de galaxies spirales, formant une paire de galaxies, toutes situées à 32 ± 10 Mpc (∼104 millions d'al) de la Terre, dans la constellation du Cancer. Le trio de galaxies a été remarqué en 2016 lorsqu'une équipe de l'université Harvard a étudié les trois galaxies avec le télescope spatial Chandra. À la suite de l'observation en rayons X, les scientifiques ont émis l'hypothèse que le trio de galaxies pourrait abriter un système triple de trous noirs supermassifs en collision.

## Système triple
Les trous noirs supermassifs constituant le système triple ont été tous identifiés en même temps à la suite d'une observation aux rayons X du trio de galaxies par le télescope spatial Chandra. Les images résultant de l'observation révéleront trois sources de rayons X rapprochées appartenant aux galaxies. Les trois sources sont espacées de ~10 000 à ~30 000 années-lumière, et elles sont très similaires à celles observées au niveau de zones où la matière est consumée par un trou noir supermassif, confirmant les natures des trois objets. Une autre observation faite avec le télescope NuSTAR a détecté la présence de gaz et de poussière autour des trous noirs. De la poussière a aussi été observée avec le télescope spatial infrarouge WISE mais elle est particulièrement concentrée au niveau d'un des trois trous noirs, indiquant que l'objet en question est en phase de grossissement rapide,.

## Masses
Les trois trous noirs composant le système triple ont une masse assez similaire mais le primaire se démarque par une masse plus importante en raison de sa phase de grossissement. Les valeurs de masses sont incertaines puisque mesurées à partir de modèle basé sur des observations photométriques réalisées avec le Grand télescope binoculaire. Tous les trous noirs supermassifs sont entourés de structure poussiéreuses, probablement un disque d'accrétion. Le primaire a une masse estimée à ~31 622 000 M☉ et il est entouré d'une structure poussiéreuse d'une masse de ~199,526 milliards de M☉. Le secondaire a une masse estimée à ~2 511 800 M☉ et il est entouré d'une structure poussiéreuse d'une masse de ~100 milliards de M☉. Le tertiaire a une masse estimée à ~5 011 800 M☉ et il est entouré d'une structure poussiéreuse d'une masse de ~31,622 milliards de M☉.

## Galaxies
Les trois galaxies composant le trio sont toutes des galaxies spirales de type Seyfert 2. Elles sont regroupées dans une structure d'environ 31,91 kpc (∼104 000 al) de diamètre et elles sont dans leur dernière phase de collision. Dans ~1 à 3 milliards d'années, elles devraient former une seule et unique galaxie très probablement elliptique.